# هیک فردریک
هیک فردریک (آلمانی: Heike Friedrich؛ زادهٔ ۱۸ آوریل ۱۹۷۰) شناگر اهل آلمان شرقی است.